# Viazma (rivière)
Pour les articles homonymes, voir Viazma (homonymie).
La Viazma (en russe : Вязьма) est une rivière de l'oblast de Smolensk, en Russie, et un affluent de rive gauche du Dniepr.

## Géographie
Elle est longue de 147 km et draine un bassin de 1 350 km2.
La Viazma était autrefois une partie de la route qui reliait les bassins supérieurs de la Volga, de l'Oka et du Dniepr, au moyen de portages.

## Villes
La ville de Viazma se trouve sur la rivière.